# Fantasound
Le Fantasound est un ancien système stéréophonique développé par l'ingénieur du son William E. Garity et le mixeur John N.A. Hawkins, tous deux de la Walt Disney Company, dans les années 1938-1940 pour les besoins du film Fantasia. Ce film est le premier film commercial sorti avec plusieurs pistes sonores.

## Genèse
L'idée du Fantasound provient de Walt Disney en personne, qui était mécontent de la qualité des systèmes d'enregistrement et de restitution sonore des films conventionnels, et du chef d'orchestre Leopold Stokowski, qui avait participé aux expérimentations d'enregistrements stéréophoniques en 1932 et à la démonstration en direct longue distance de sons multicanaux en 1933.
Stokowski avait déjà enregistré sur un système sonore multi-piste durant la création du film One Hundred Men and a Girl en 1937. En janvier 1938, lors d'un enregistrement de la piste sonore pour un court-métrage nommé L'apprenti sorcier (future séquence de Fantasia) sous la direction de Stokowski, Walt Disney était présent dans le studio. Comme le travail progressait relativement bien sur l'animation et sur le mixage de la piste sonore, Walt décida d'étendre le concept de dessin animé (court-métrage) sur de la musique classique à un long métrage. Walt appréciait énormément la richesse sonore lors de l'enregistrement. Il demanda à son équipe d'ingénieurs acoustiques, dirigée par William E. Garity, de trouver une meilleure solution de restitution que le standard optique de l'époque. Il considérait que le système d'alors de "son-sur-film"  était trop étriqué et pas assez dynamique pour ce qu'il attendait de l'expérience musicale fournie par Fantasia au public. La raison de la plage dynamique limitée du film optique était dû aux nuisances de sa surface supérieure, qui nécessitait l'utilisation d'une compression du niveau sonore, en augmentant les sons faibles afin de les faire passer au-dessus du bruit.
Garity et son équipe travaillèrent sans économiser leurs peines durant plusieurs mois avant de finalement finaliser le procédé qu'ils appelèrent Fantasound.

## Le procédé
Dans le procédé Fantasound, plusieurs microphones sont utilisés pour enregistrer différentes parties d'un environnement sonore (dans le cas initial, un orchestre) sur plusieurs pistes. Toute la musique de Fantasia, excepté la séquence de L'apprenti sorcier et les parties vocales de l'Ave Maria a été enregistrée en 1939 dans la Philadelphia Academy of Music, lieu de résidence du Philadelphia Orchestra. Le son a été enregistré sur huit pistes optiques de largeur variables : six étaient des sections individuelles, la septième étaient un mélange des six précédentes et la huitième pour l'orchestre complet. Ces pistes ont été mixées (à la baisse) sur trois pistes sonores optiques double largeur. Ces trois pistes et une quatrième de contrôle ont été imprimées sur un film de 35 mm synchronisé à un film Technicolor séparé.
Le film fini a été projeté dans des cinémas équipés (selon les moyens disponibles) entre 30 et 80 haut-parleurs individuels placés derrière l'écran et sur le pourtour de la salle au niveau du plafond. Fantasound comprenait aussi une bande dynamique plus élargie que le son conventionnel des films, permettant un son plus travaillé et plus puissant. Cela a pu être possible grâce à l'enregistrement d'une piste de contrôle à côté des trois pistes audio. Cette piste de contrôle est constituée de sons variables qui correspondent à différents niveaux sonores. Les signaux sonores de cette piste ajustent automatiquement le niveau sonore des amplificateurs utilisés pour reproduire le son. L'ajustement du volume à la fin de la reproduction sonore permet d'ajuster le niveau de bruit en fonction des passages puissants ou calmes. Ces derniers ne sont plus noyés par le bruit et les passages puissants peuvent être émis sans distorsion (due à une éventuelle compression).

## Les premières utilisations
Le studio Disney acheta 8 oscillateurs Model 200B (au prix unitaire de 71,50 $) à William Hewlett et David Packard pour pouvoir certifier les installations de Fantasound dans les cinémas, devenant ainsi l'un des premiers clients de la société  Hewlett-Packard.
Walt Disney avait aussi demandé à d'autres groupes d'ingénieurs du studio de travailler sur un procédé de projection écran large (widescreen) qui avait un ratio proche du 2.20:1 qui fut plus tard utilisé pour le film La Belle au bois dormant (1959). Il avait demandé également un système olfactif qui devait pulvériser des senteurs dans le cinéma au moment opportun durant par exemple la séquence Casse-Noisette. Ces derniers projets ne furent jamais menés à terme.
RKO Radio Pictures, le distributeur de l'époque des films Disney, refusa de payer les dépenses supplémentaires pour diffuser Fantasia avec un équipement sonore particulier et refusa aussi de distribuer le film simplement. Walt Disney fut forcé de distribuer lui-même et pour la première fois un de ses films. Le studio planifia et finança une tournée à travers les États-Unis pour présenter le film.
Lorsque le film Fantasia et le système Fantasound débutèrent à New York le 13 novembre 1940, ce dernier était une merveille technologique. Mais il ne dépassa pas la tournée initiale qui passa à New York, Los Angeles, Boston, Philadelphie, Chicago, Détroit, San Francisco, Baltimore, Washington, Minneapolis, Buffalo, Pittsburgh et Cleveland. William E. Garrity (de Disney) et Watson Jones (de RCA) donnèrent les raisons suivantes :
1. La somme d'équiments requis et le temps nécessaire à l'installation.
2. En raison du temps d'installation, les principaux cinémas, souvent de grandes salles communes, n'étaient pas disponible et comme certaines grandes salles de communautés avaient des règles établies et qu'il fallait souvent éteindre pour l'installation des équipements tout le bâtiment pendant quelques jours.
3. Les temps de guerre se faisaient plus présent et mirent fin à la possibilité de développer des unités mobiles qui auraient réduit les temps et les coûts d'installation.
4. Les différences de réglementations à travers les États-Unis, à la fois pour le personnel et les pouvoirs publics locaux affectèrent les  coûts d'installation et de gestion.
5. Les facteurs d'espace pour la salle de projection furent un problème de première importance.

Toutefois en avril 1941, Disney autorisa RKO à distribuer le film Fantasia mais la première chose que fit RKO, fut de remixer la bande en son monophonique.
En 1942, un oscar spécial fut décerné "à Walt Disney, William Garity, John N. A. Hawkins et la RCA Manufacturing Company pour leur remarquable contribution à la promotion de l'utilisation du son dans les films grâce à la production de Fantasia."
Le son stéréophonique original de Fantasia ne fut restauré qu'en 1956 avec la ressortie du film, qui fut aussi à cette occasion recadré pour avoir les dimensions des écrans larges SuperScope. Les deux dernières ressorties du film Fantasia (1990 au cinéma, 2000 en DVD) restaure eux le système original du système Fantasound. Les masters sonores optiques semblaient avoir été détruits ainsi les restaurateurs utilisèrent des copies qui avaient été faites sur bandes magnétiques lors de la réédition de 1956. Toutefois à l'époque, le transfert a dû être fait au travers de ligne téléphonique haute qualité car les équipements optiques Fantasound et les équipements d'enregistrement magnétique qui étaient dans des bâtiments séparés ne pouvaient être déplacés. Cela résulta en certaines pertes de réponse dans l'aigu, mais ces copies conservent la gamme dynamique originale.